# Puerto Jennefer
Puerto Jennefer es una infraestructura portuaria multimodal privada de categoría internacional mixta, ubicada entre las localidades de Puerto Suárez y Puerto Quijarro (jurisdicción al cual pertenece), en la provincia Germán Busch del departamento de Santa Cruz, en el extremo este de Bolivia. Permite la movilización de carga correspondiente al comercio exterior boliviano, tanto de exportación como de importación, siendo un puerto soberano, bajo las normativas propias de ese país.

## Generalidades
El puerto Jennefer está situado en las coordenadas: 18°59′02″S 57°44′07″O / -18.98389, -57.73528, a una altitud de 85 m s. n. m., en la ribera sudeste de la laguna Cáceres, junto al arranque del canal Tamengo, vía fluvial de navegación por la cual, luego de 11 km, se alcanzan las aguas del río Paraguay, frente a la ciudad brasileña de Corumbá. Posee una superficie de 42 ha.
La empresa propietaria de Puerto Jennefer es la compañía privada: “Complejo Agroindustrial NutriOil S.A.” La misma logró en septiembre de 2018 su reclasificación, de la categoría de puerto mayor pasó a ser inscripto en el registro de puertos internacionales como puerto internacional mixto, certificación entregada por la Unidad de Puertos y Vías Navegables de la Dirección General de Intereses Marítimos, Fluviales, Lacustres y Marina Mercante del estado Plurinacional de Bolivia, otorgándole para ello la matrícula: PMI-UPVN-001. Cuenta con un muelle de carga de sólidos y líquidos. Para construirlo, la empresa invirtió US$ 10 millones solo para levantar la plataforma y dragar 3,6 kilómetros del canal, con el objetivo de uniformar el calado operacional de 2,5 metros y así permitir el tránsito de las barcazas.
Las capacidades de este puerto permiten los procesos de importación y exportación de cargas diversas, las que son embarcadas en barcazas a través de la hidrovía Paraná-Paraguay hacia otras terminales portuarias de la cuenca del Plata, por ejemplo, a la terminal que posee Bolivia en el puerto de Rosario (Argentina), o continuar desde dichas unidades portuarias ya sobre buques de ultramar hacia sus destinos finales del resto del mundo saliendo al océano Atlántico. Entre sus principales operaciones destacan la exportación de clínker a Paraguay y de harina de soja hacia Rosario, con destino final en puertos europeos.
La inversión para el 2018 ya era de US$ 25 millones, con un movimiento de carga de alrededor de 500 mil toneladas y una capacidad de 2 millones de toneladas, si bien pueden alcanzar hasta 3 millones.
En 2019 la Aduana Nacional de Bolivia instaló su centro de operaciones en el puerto, siendo la primera aduana portuaria instalada en el Canal Tamengo, que sirve también para Puerto Aguirre.